# Зелене (Пологівський район)

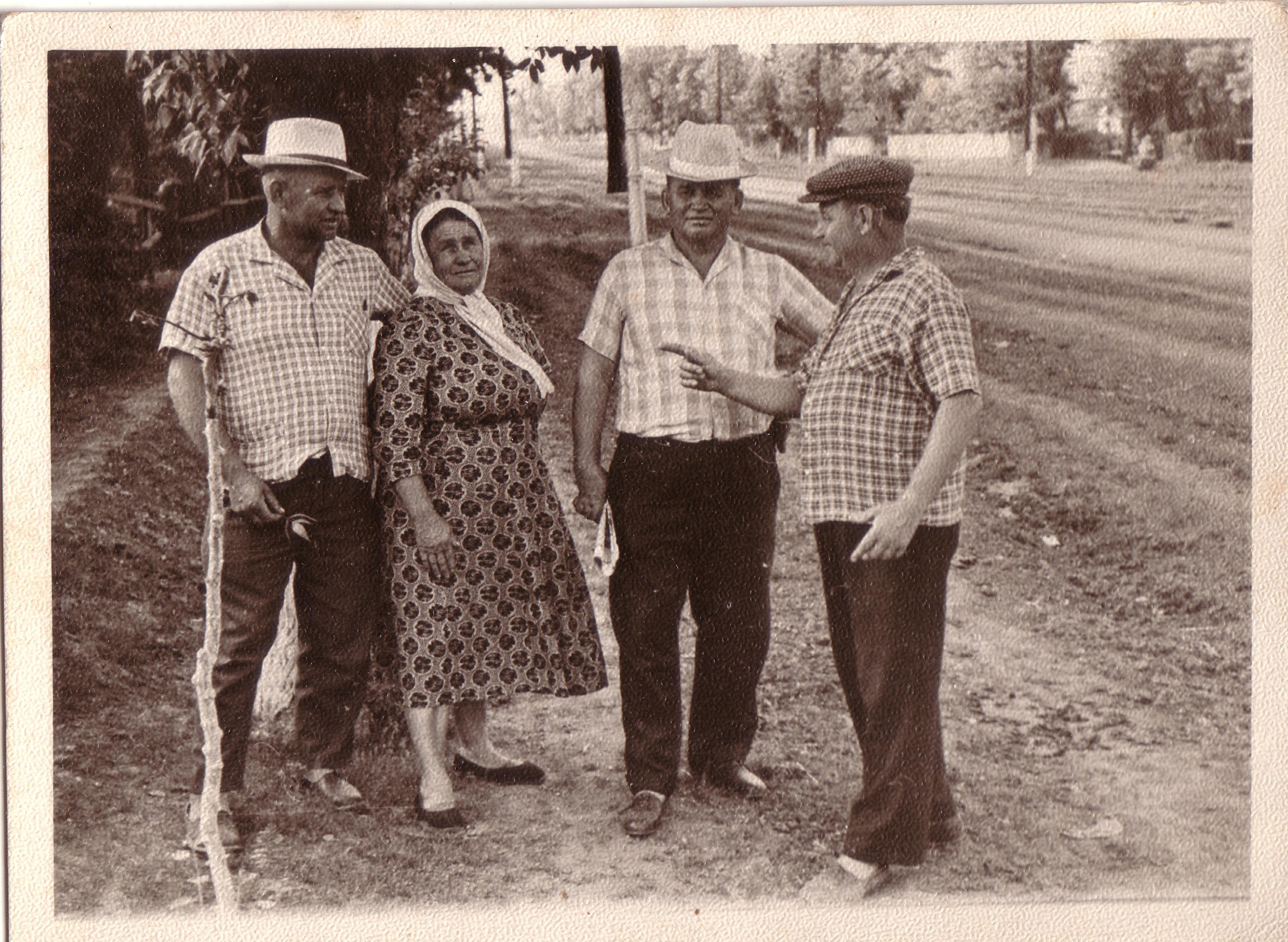
Мешканці с.Зелене на головній вулиці села.

Зеле́не — село в Україні, у Гуляйпільській міській громаді Пологівського району Запорізької області. Населення становить 141 особа (2001). До 2016 року орган місцевого самоврядування — Святопетрівська сільська рада.

## Географія
Село Зелене розташоване за 106 км від обласного центру та 31 км від районного центру, на лівому березі річки Гайчул, вище за течією на відстані 7,5 км розташоване місто Гуляйполе, нижче за течією на відстані 2 км розташоване село Оленокостянтинівка, на протилежному березі — село Варварівка.

## Історія
Неподалік села у 1953-54 рр. Г.М.Буровим було досліджено поховання воїна печенізького часу. В ході археологічних розвідок Звілінського С.О. у 2012-13 рр. на околицях села було виявлено поселення доби пізньої бронзи.
Село було засноване в середині XIX століття, як менонітський економічний хутір Грінфельд (Грюнфельд) родинами Вінс та Госсен на куплених у поміщиків землях. На початку XX століття власниками хутору були Маргарита Вінс та Дітріх Госсен, що мали потужні господарства та значні земельні володіння, що простягались від річки Гайчул аж до залізничного полотна на заході.
Після приходу до влади більшовиків, землі хутору були націоналізовані і на його місці у 1921—1922 роках заснований новий хутір під назвою Зеленопіль, з 1924 року — хутір став селом Зелене. Менонітські економії були розібрані.
Новий населений пункт, який складався з однієї широкої вулиці, заселили заможні родини із Вербівської сотні Гуляйполя, що була поруч. Велика частина першопоселенців були колишніми махновцями. 
Під час Другої світової війни, село стало головною ареною бойових дій при форсуванні радянськими військами річки Гайчул у вересні 1943 року. 
До цього часу, у селі збереглось більшість старих будинків першопоселенців, які були збудовані у 1922—1924 роках. 
12 червня 2020 року, відповідно до розпорядження Кабінету Міністрів України № 713-р «Про визначення адміністративних центрів та затвердження територій територіальних громад Запорізької області», увійшло до складу Гуляйпільської міської громади.
19 липня 2020 року, в результаті адміністративно-територіальної реформи та ліквідації Гуляйпільського району, село увійшло до складу Пологівського району.

## Населення
Згідно з переписом УРСР 1989 року чисельність наявного населення села становила 132 особи, з яких 65 чоловіків та 67 жінок.
За переписом населення України 2001 року в селі мешкала 141 особа.

## Мова
Розподіл населення за рідною мовою за даними перепису 2001 року:
| Мова       | Відсоток |
| ---------- | -------- |
| українська | 96,45 %  |
| російська  | 3,55 %   |